# Nürnberger Akkordeonorchester
Das Nürnberger Akkordeonorchester (NAO) wurde 1946 von Willi Münch gemeinsam mit seiner Frau Paula als Akkordeon-Quintett gegründet und besteht heute aus ca. 27 Musikerinnen und Musikern. Das NAO spielt neben klassischer Musik auch zeitgenössische Werke und gewann den 1. Preis beim „Deutschen Orchesterwettbewerb“ 2008 in Wuppertal sowie zweimal den 1. Preis beim „World Music Festival“ in Innsbruck 2004, 2010 und 2025. Im Jahr 1993 wurde es mit dem Kulturförderpreis der Stadt Nürnberg ausgezeichnet; 2004 erhielt es den Kulturfonds-Preis der Familie von Tucher sowie im Jahr 2007 den Förderpreis des Bezirks Mittelfranken.
Bereits Willi Münch setzte sich für zeitgenössische Kompositionen so unterschiedlicher Personen wie Constantin Brunck, Fritz Dobler, Waldram Hollfelder, Hans Ludwig Schilling und Werner Heider ein und machte damit das Engagement für moderne Musik zu einem der langfristigen Ziele des Orchesters. Seit 1998 erfolgen durch die Initiative von Stefan Hippe zahlreiche Auftragskompositionen, welche vom NAO in der eigenen Konzertreihe ACCORDEONOVA uraufgeführt werden, von der bisher drei CDs erschienen sind.
Neben dem Orchester besteht das Nürnberger Akkordeon-Ensemble (NAE), dass sich aus Mitgliedern des Orchesters zusammensetzt. Das Ensemble (NAE) wurde 1997 von Marco Röttig gegründet und spielt als Sextett mit fünf traditionellen Akkordeons und einem Bass-Akkordeon. Für das Ensemble wurden Werke unter anderem von Werner Heider, Stefan Hippe und Bronislaw Przybylski komponiert. Das Sextett gewann bereits viele nationale und internationale Preise. 2010 erreichten sie einen 1. Preis in der Höchststufe der Spielgruppen beim 10. World Music Festival Innsbruck. Beim 14. Festival im Jahr 2025 konnten sie diesen Erfolg wiederholen.

## Dirigenten
- Willi Münch (von 1946 bis 1987)
- Irene Kauper (von 1988 bis 1994)
- Gerhard Koschel (1995–1997)
- Stefan Hippe (seit 1998)

## Auszeichnungen (Auswahl)
- 2025, 14. World Music Festival, 1. Preis
- 2010, 10. World Music Festival, 1. Preis
- 2008, Deutscher Orchester Wettbewerb, 1. Preis
- 2004, 8. World Music Festival, 1. Preis
- 1996, Internationales Accordionfestival, 1. Preis
- 1988, Bayerische Akkordeonmeisterschaften, 1. Preis
- 1966, Europäisches Harmonikamusikfest, 1. Preis
- 1960, Internationales Harmonikafest, 1. Preis